# Burgruine Wallenstein
Die Burgruine Wallenstein ist die Ruine einer hochmittelalterlichen Höhenburg im Ortsteil Wallenstein der nordhessischen Gemeinde Knüllwald. Die vermutlich im 12. Jahrhundert erbaute Spornburg wurde im Dreißigjährigen Krieg zerstört und ist heute nur noch in Teilen erhalten.

## Lage
Die Burgruine liegt in einem kleinen Seitental der Efze im Knüllgebirge auf einem nach Westen abfallenden Bergsporn, 354 m über NN. Oberhalb der Burg befindet sich der 474 Meter hohe Berg Babloh.
Der Folgebau war die Burg Neuenstein etwa sechs Kilometer südöstlich auf einer Bergkuppe oberhalb von Saasen, einem Ortsteil von Neuenstein. Beide Burgen lagen an einer Altstraße, die von Hersfeld über Homberg (Efze) und Fritzlar bis in den Raum Kassel führte.

## Geschichte
Die Burg wurde vermutlich im 12. Jahrhundert von der Abtei Hersfeld errichtet, um den westlichen Teil des Hersfelder Gebietes zu kontrollieren, nachdem sich der thüringische Landgraf in Homberg festgesetzt hatte und von dort hersfeldische Besitzungen und Rechte bedrohte.
Anfang des 13. Jahrhunderts hatte Graf Albert V. von Schauenburg die Burg „Waldinsteyn“ in Pfandbesitz, nach dieser Burg nannte Albert sich ab 1223 Albert von Wallenstein. Im Jahre 1250 verkaufte er die Hälfte der Burg und des dazugehörigen Besitzes wieder zurück an die Abtei Hersfeld. Ab dieser Zeit baute sich Albert (I.) von Wallenstein die vermutlich günstiger gelegene Burg Neuwallenstein (Burg Neuenstein), wo fortan der Hauptsitz der Familie war. 1267 schloss sein Sohn Albert II. von Wallenstein mit Abt Heinrich III. von Hersfeld einen Tauschvertrag zur Ordnung der Güter um die beiden Burgen, wobei die Burg Neuenstein erstmals erwähnt wurde.
Als Albert II. von Wallenstein 1284 ohne Nachkommen starb, fiel der Besitz an Conrad von Wallenstein, wahrscheinlich ein Bruder Alberts I. von Wallenstein. Conrad, der die Burg Wallenstein im Jahre 1290 als seine Burg bezeichnete, wurde damit zum Begründer der neuen Wallensteiner Linie. Er führte keinen Grafentitel mehr, da aller Wahrscheinlichkeit nach wohl schon seine Schauenburger Vorfahren das Obergericht „Ditmelle“, mit dem der Grafentitel verbunden war, in der ersten Hälfte des 13. Jahrhunderts an das Erzbistum Mainz verkauft hatten. Im Laufe der Zeit wurde die Burg mehrfach verpfändet; so war sie 1332 in Besitz von Simon von Homberg, der sechs Jahre später die Hälfte wieder an die Familie Wallenstein zurückgab. Ende des 14. Jahrhunderts war die gesamte Burg wieder in Wallensteiner Besitz.

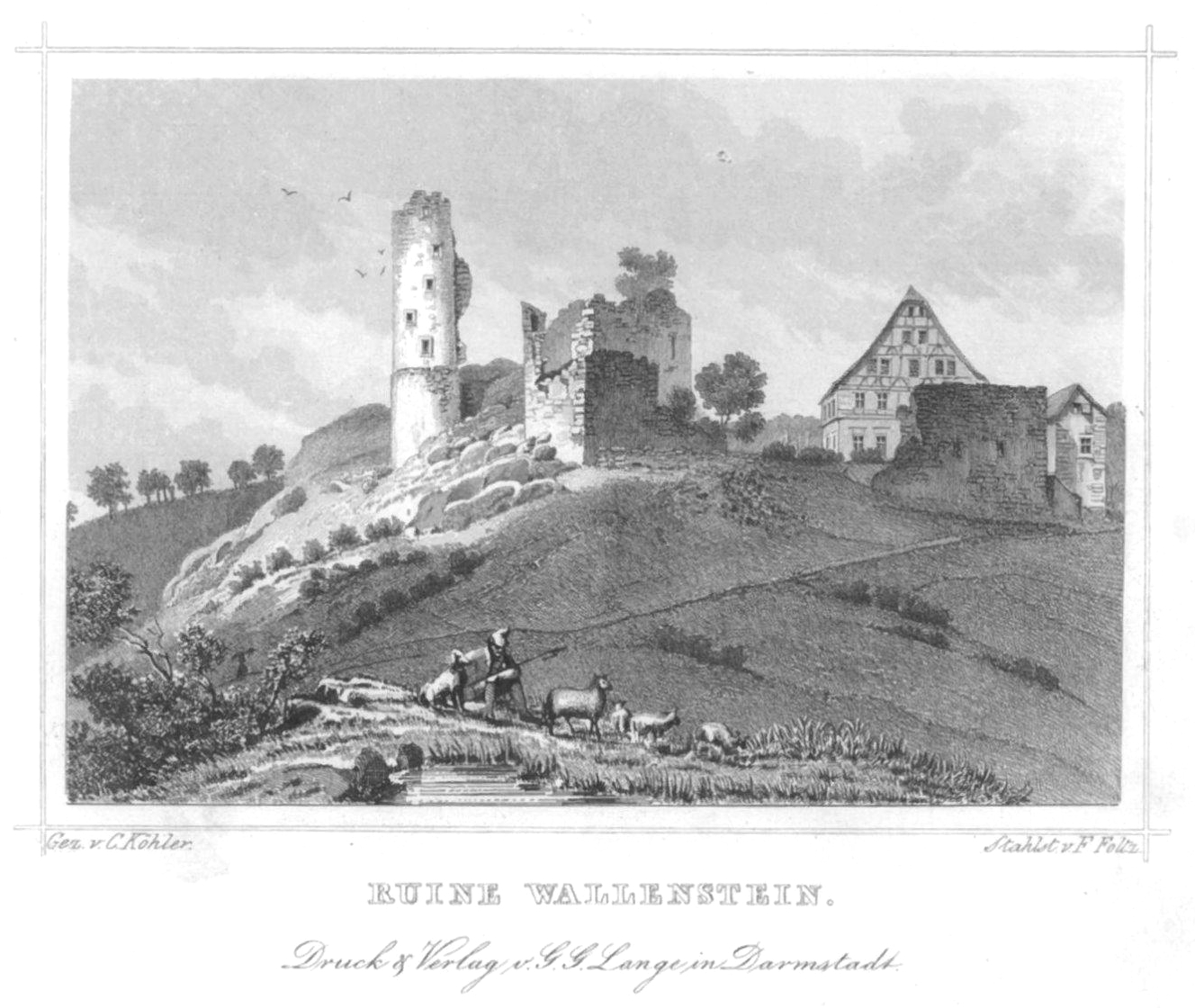
Die Burgruine in einem Stahlstich von 1850 von Karl Christian Köhler (Zeichner) und Friedrich Foltz (Stahlstecher)

Danach wechselten die Besitzrechte mehrfach. Im 15. Jahrhundert hatten die Herren von Elben Anteil an der Burg. 1438 musste Erzbischof Dietrich von Mainz die Burg an Landgraf Ludwig I. von Hessen herausgeben, da dieser bereits 1432 die Schirmherrschaft über die Abtei Hersfeld erlangt hatte. 1456 wurde Hans von Wallenstein durch das Stift Hersfeld mit der halben Burg Wallenstein belehnt. Als im Jahre 1521 die dortige Linie der Wallenstein mit dem ehemaligen hessischen Oberamtmann und Landhofmeister Konrad II. von Wallenstein im Mannesstamm erlosch, kam deren Anteil an die von Reckrodt und 1529 als Hersfelder Burglehn an deren Erben Hund, während das Stift Hersfeld gleichzeitig und noch bis 1730 einen anderen Zweig der Wallenstein ebenfalls mit einem Burglehen zu Wallenstein belehnte. Die Hund hatten ihr Hersfelder Burglehn noch mindestens bis 1594 inne. 1559 erhielten auch die von Schachten, als Teilerben derer von Reckrodt, ein Viertel der Burg als landgräflich-hessisches Erbburglehn, das sie im Jahre 1616 an die Wallenstein verkauften. 1637 wurde die Burg im Dreißigjährigen Krieg von kroatischen Truppen des Kaisers zerstört. Da sie für die hessischen Landgrafen, an die die Burg und der dazugehörige Amtsbezirk schon 1588 und das gesamte Hersfelder Gebiet nach dem Ende des Krieges im Jahr 1648 gefallen waren, keinen Nutzen mehr hatte, wurde sie nicht wiederhergestellt. Der Anteil der Hund kam bei deren Aussterben 1660 an die von Buttlar und von diesen 1695 an Landgraf Philipp von Hessen-Philippsthal. Dieser wiederum verkaufte seinen Anteil 1700 an seinen Bruder Karl, den Landgrafen von Hessen-Kassel. Die Landgrafen verpfändeten diesen Teil bis zu deren Erlöschen im Jahre 1745 an die letzten Wallenstein und zogen ihn dann als erledigtes Lehen ein.

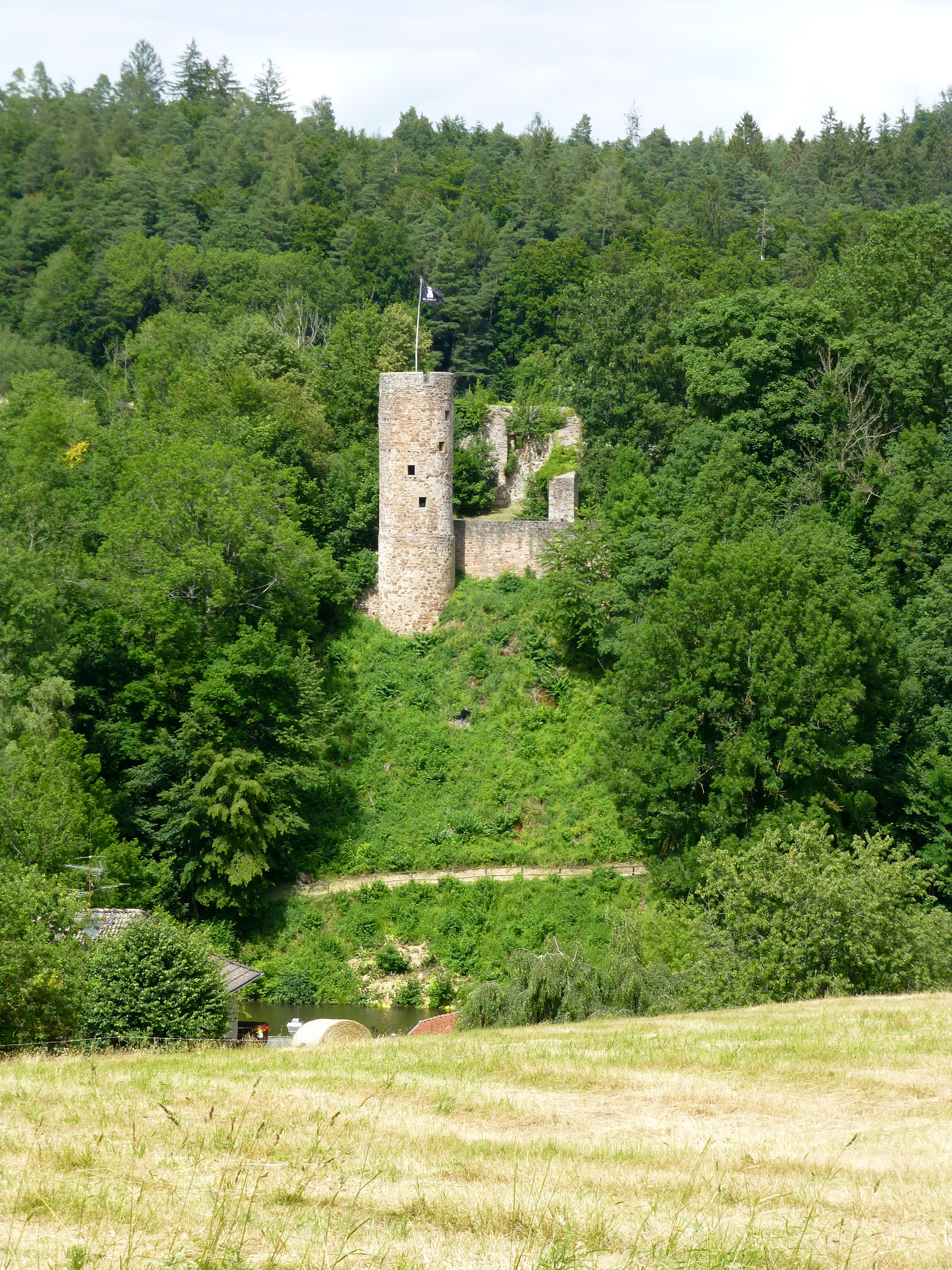
Burgruine Wallenstein

## Anlage

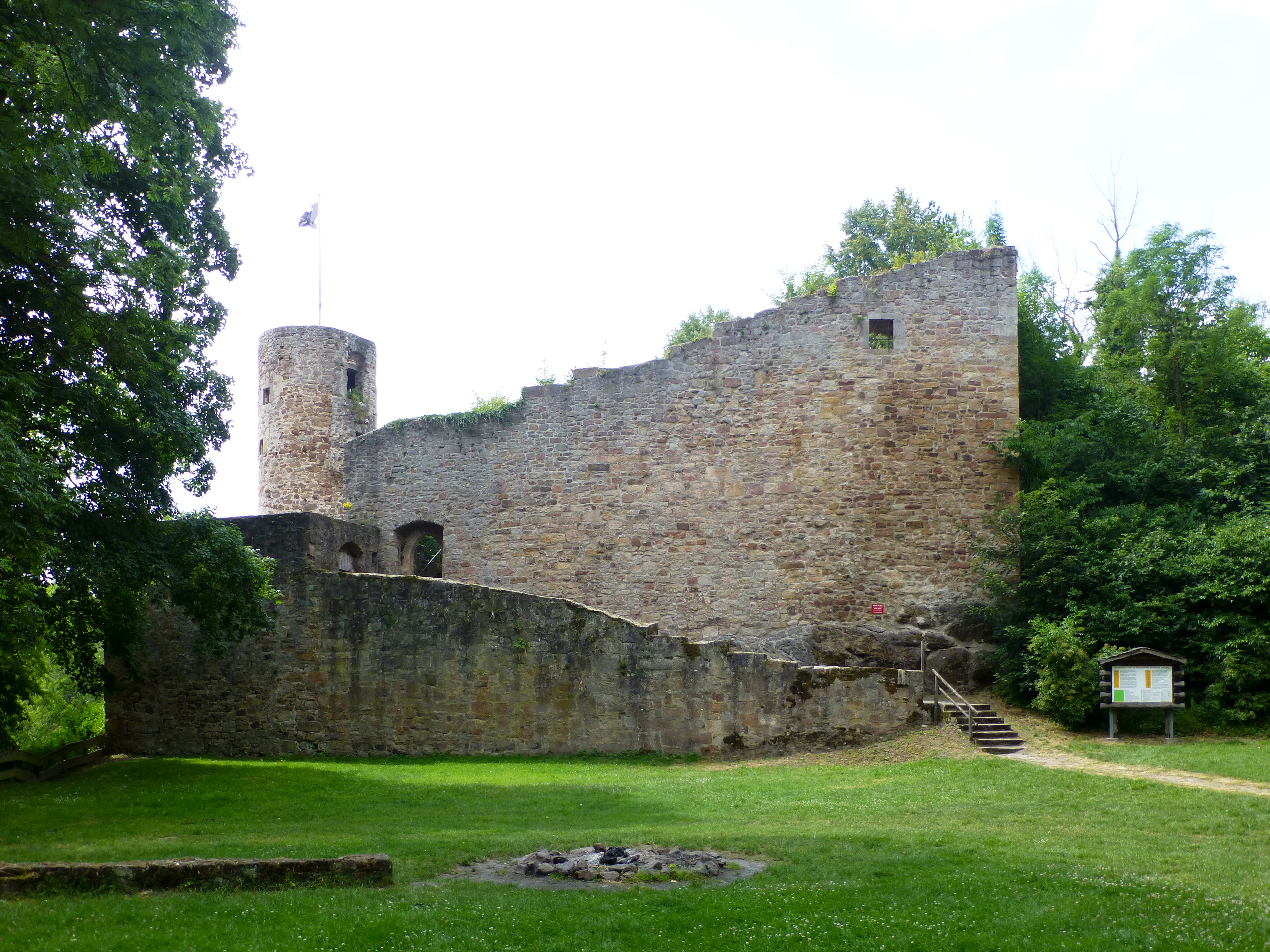
Burgberg: Blick von der Vorburg zur Hauptburg

Die fast quadratische Kernburg wird von einer starken Schildmauer, dem sogenannten „Hohen Mantel“ umfasst, von der noch große Teile erhalten sind. Viele andere Gebäude wurden zur Materialgewinnung abgerissen. Ein stehengebliebener runder Treppenturm wurde in neuerer Zeit durch den Einbau einer Wendeltreppe zu einem Aussichtsturm umgebaut. Von der weiträumigen Vorburg sind nur einige Mauerreste erhalten geblieben. Der einstige Halsgraben wurde verfüllt.

## Heutige Nutzung
Im Jahre 1957 erwarb der damalige Landkreis Fritzlar-Homberg die Burgruine vom Land Hessen. Danach wurde die Ruine wieder instand gesetzt und vor dem weiteren Verfall bewahrt. Seitdem dient die einstige Burg als Ausflugsziel. Der Dorfverein Burg Wallenstein e. V., der sich für gemeinnützige Projekte engagiert, veranstaltet seit 2000 jährlich Ritterspiele auf der Burg und richtet dort einen mittelalterlichen Markt aus. Um die Burgruine Wallenstein führt der Wanderweg Brunnenweg.

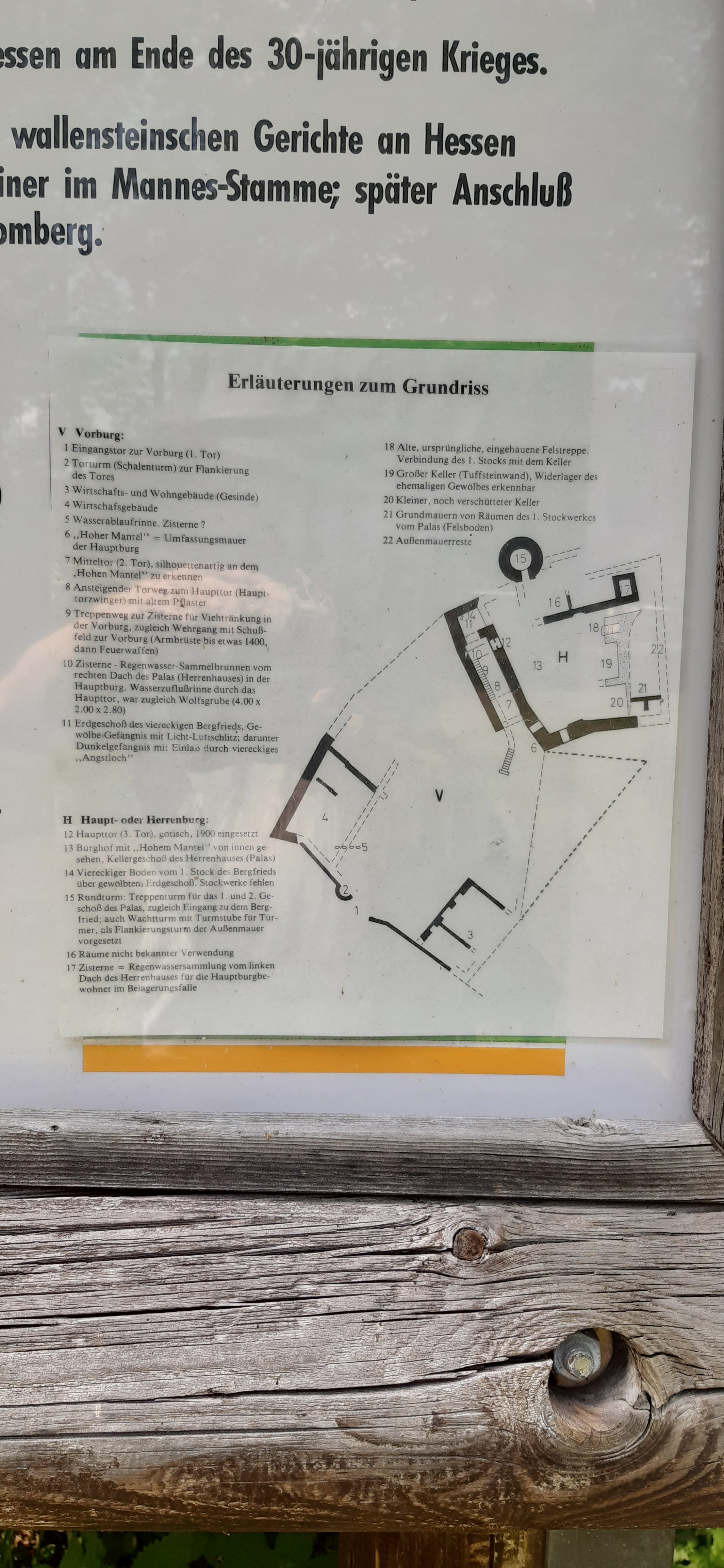
Grundriss zur Burgruine
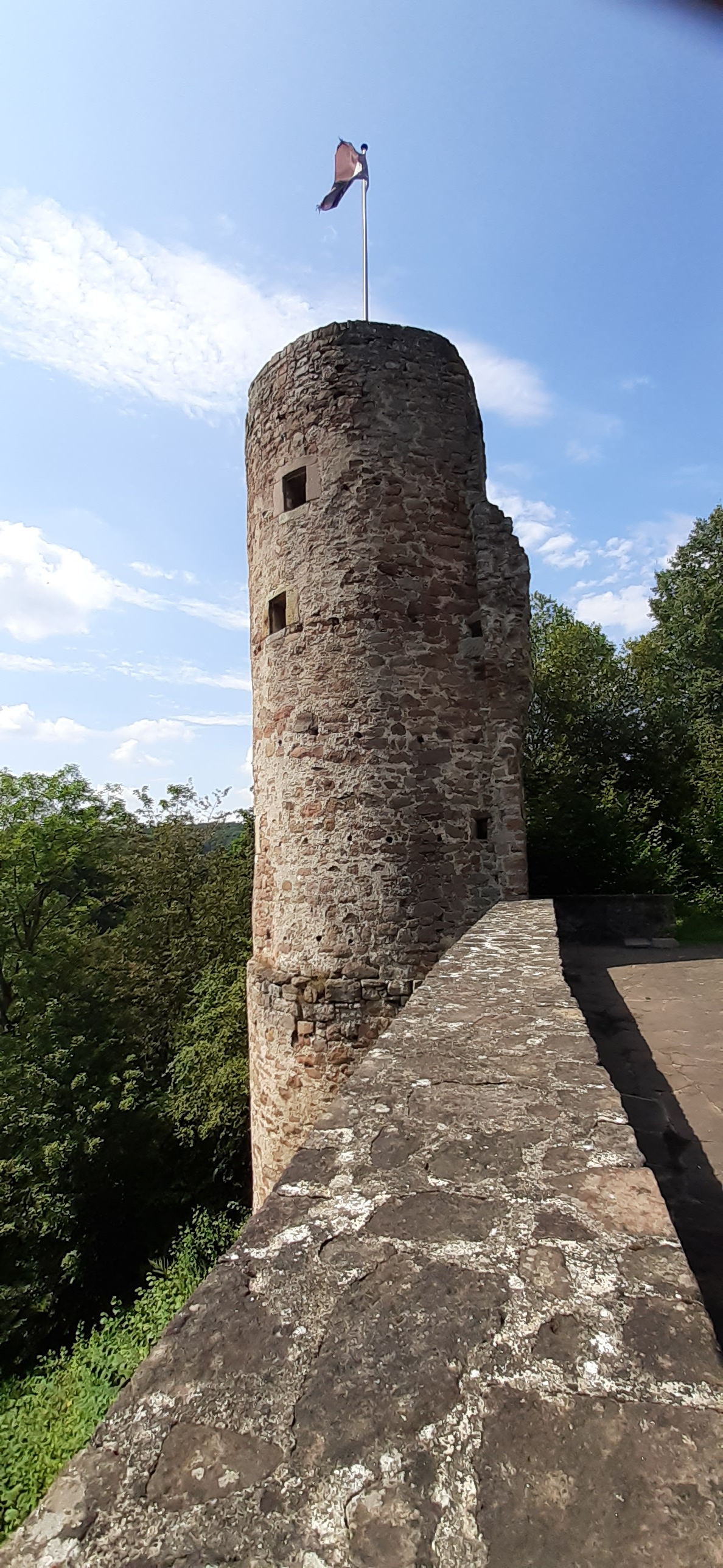
Blick auf Talmauer und Rundturm
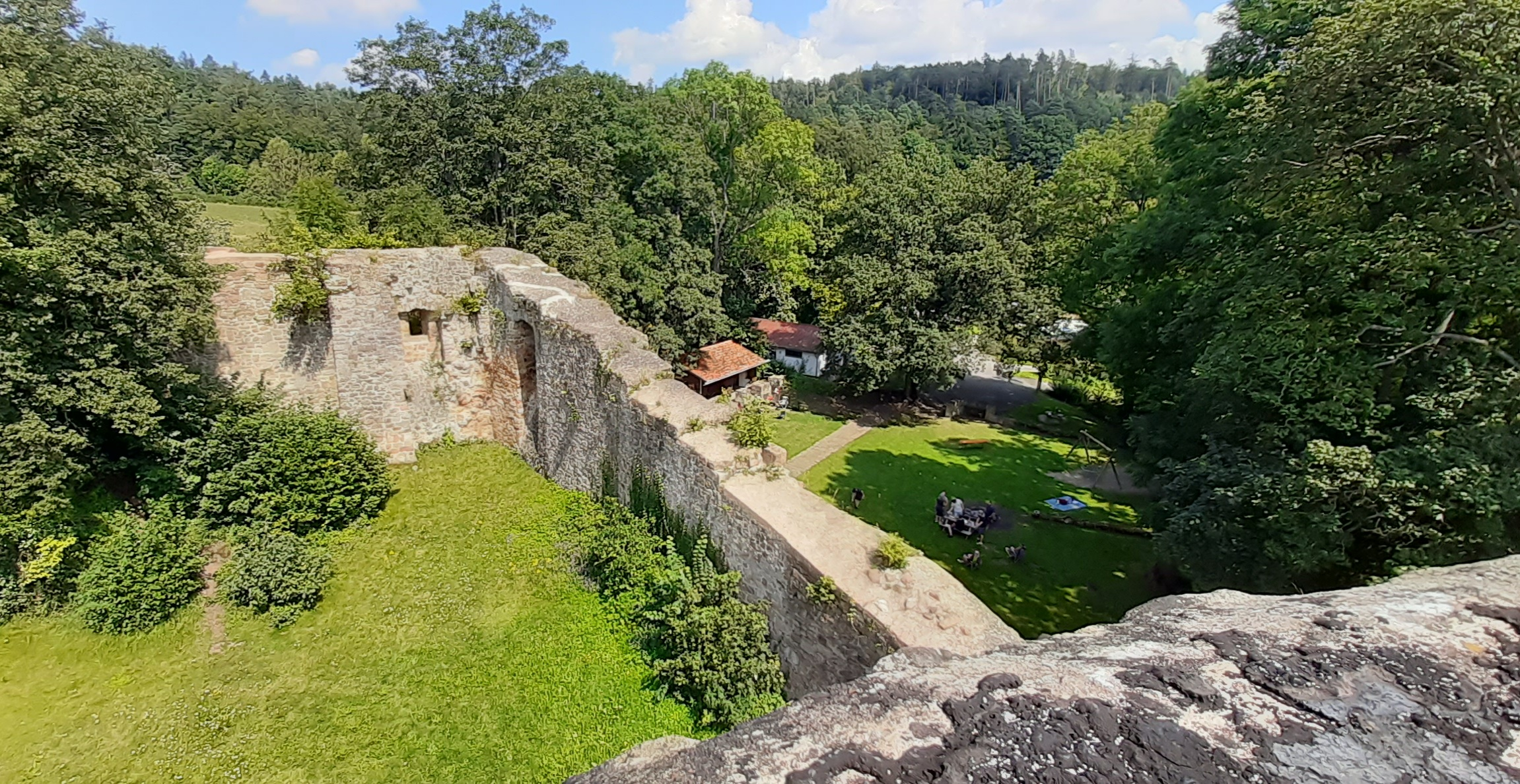
Links Hauptburg, mittig Schildmauer, rechts Vorburggelände